# 97式单兵云爆火箭筒
PF-97式93毫米单兵云爆火箭筒（英語：PF-97，以下简称为PF-97）是一具由中国北方工业公司為中国人民解放军（以下简称为解放軍）生产的單發式93毫米口徑云爆式火箭筒系統，为前苏联RShG-2和RPO-A「大黃蜂」的仿制型，发射93毫米云爆式火箭弹。

## 歷史
1992年，中国开始接触從俄罗斯进口的RPO-A「大黃蜂」云爆式火箭筒。通过与俄联邦仪器设计局谈判以后，俄罗斯将RShG-2和RPO-A「大黄蜂」的技术提供给中国。1996年，中国开始对RShG-2和RPO-A「大黃蜂」等单兵云爆弹技术进行本土生产化研制，并且由李光中技师担任开发主任，2000年定型时命名为「PF-97」。所采用的材料及工艺都全部实现本土生产化，性能完全达到RShG-2的水平，而且一部份技术指标超越RShG-2的指标要求。
此火箭筒已经小批量装备部队的步兵班，目前作为火力支援武器使用，預計將會取代舊式的84式双管火箭筒（FHJ-84）。

## 設計細節
所谓云爆武器，为云爆弹。其爆炸作用原理不同于其他战斗部。
PF-97的仿制原型为苏联RShG-2和RPO-A「大黃蜂」云爆式火箭筒，因而比WPF-89式云爆火箭筒及其原型PF-89更偏向俄罗斯风格。
PF-97的改进在于改变了保险丝的设计以提高安全性，并且将其光学瞄准具改为与PF-89A反坦克火箭筒相同的型号。

### 战术用途
PF-97是属不占编制的一次性使用型单兵武器。其云爆弹的威力可与120毫米榴弹的威力匹敵。主要用于近距离攻击作战，必要时也可对远距离目标进行射击，但精度会稍逊。

### 结构组成
PF-97由包装及发射筒、发动机、弹丸、瞄准具、组合背带等组成。

## 主要技术诸元
- 威力（爆炸后产生的超压）：
  - 距爆心3米处：≥0.28Mpa
  - 距爆心5米处：≥0.04Mpa
  - 90立方米掩体内：0.4~0.8Mpa
  - 对有生目标杀伤范围：50平方米
- 发射噪声：≤180dB
- 适用环境：
  - 温度：-40—+50℃
  - 海拔：≤3,000米
- 储存期限：9年

## 外部連結
- （英文）—The Firearm Blog.com—A Guide To Chinese Infantry Support Weapons (Guest Post)（页面存档备份，存于）
- （日語）—日本周辺国の軍事兵器（页面存档备份，存于）